# Hanenbos
Le Hanenbos est une réserve naturelle de la commune belge de Beersel dans la section de Tourneppe. La superficie est de 69 hectares et appartient à la province du Brabant flamand

## Description
Le domaine provincial se compose de deux zones, une partie dédiée aux loisirs et une autre dédiée à l'éducation à la nature et se compose principalement de forêt. Une caractéristique importante du Hanenbos est le relief parfois très prononcé de certaines parties de la réserve. En plus de la forêt elle-même, le domaine contient également un arboretum.